# ویرایش دهم سامانه طبیعت

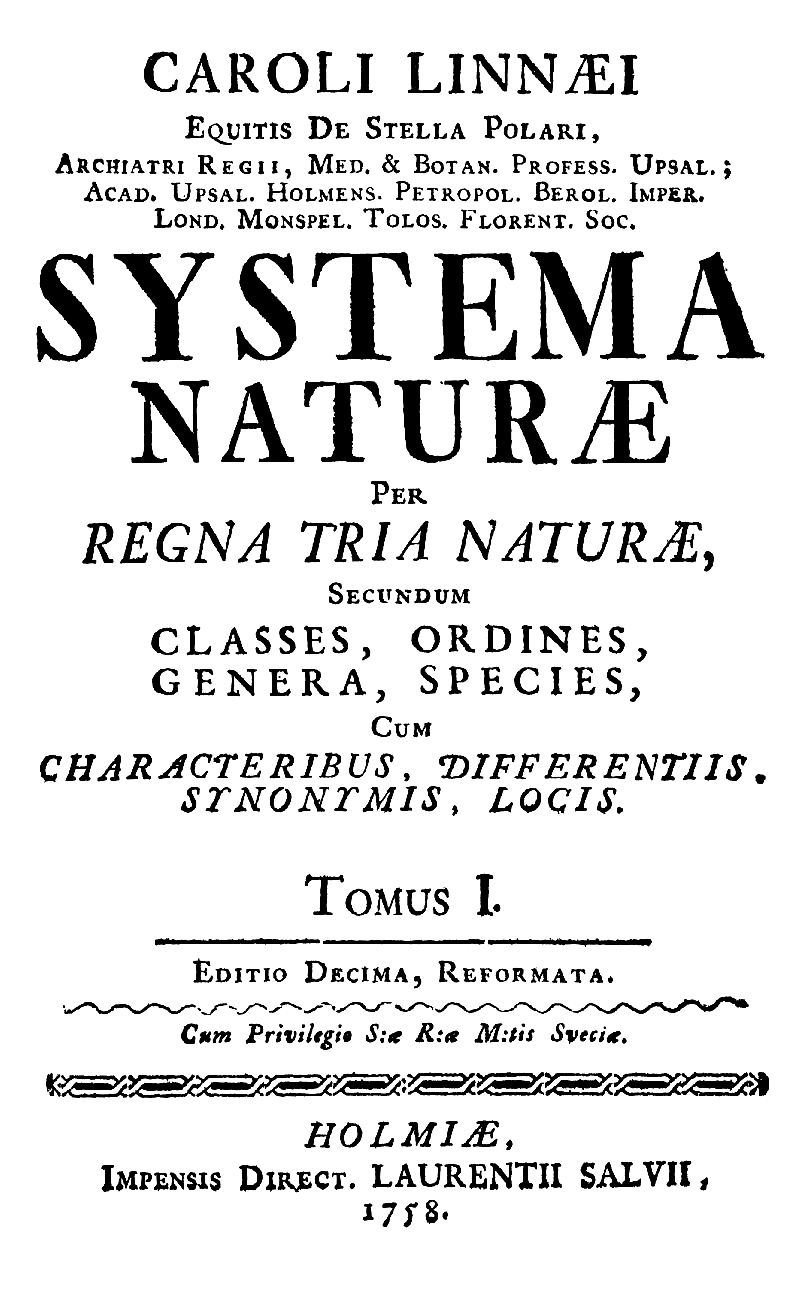
صفحه عنوان دهمین ویرایش Systema Naturae

ویرایش دهم سامانه طبیعت (Systema Naturae) کتابی است که توسط طبیعت‌شناس سوئدی کارل لینه نوشته شد و در دو جلد در سال‌های ۱۷۵۸ و ۱۷۵۹ چاپ شده است که نقطه آغاز نام‌گذاری جانورشناسی است. لینه در آن، نام‌گذاری دوجمله‌ای را برای جانوران معرفی کرد، کاری که پیش‌تر در سال ۱۷۵۳ در نشریه گونه‌های گیاهان برای گیاهان انجام داده بود.

## نقطه آغاز
پیش از سال ۱۷۵۸، بیشتر کاتالوگ‌های زیست‌شناسی از نام‌های چند جمله‌ای برای گونه‌های موجود، از جمله نسخه‌های قبلی Systema Naturae استفاده می‌کردند. نخستین اثری که نام‌گذاری دوجمله‌ای را به‌طور مداوم در سراسر فرمانروی جانوران اعمال کرد، ویرایش دهم Systema Naturae بود؛ بنابراین، کمیسیون بین‌المللی نام‌گذاری جانورشناسی، اول ژانویه ۱۷۵۸ را به عنوان «نقطه آغاز» برای نام‌گذاری جانورشناسی انتخاب کرد و اظهار داشت که ویرایش دهم Systema Naturae باید به گونه‌ای در نظر گرفته شود که گویی در آن تاریخ منتشر شده است. اسامی منتشرشده پیش از آن تاریخ در دسترس نیستند، حتی اگر در غیر این صورت قوانین را رعایت کنند. تنها اثری که نسبت به نسخه دهم اولویت دارد، Svenska Spindlar اثر کارل الکساندر کلرک است. یا Aranei Suecici، که در سال ۱۷۵۷ منتشر شد، همچنین باید به گونه‌ای رفتار شود که گویی در ژانویه ۱۷۵۸ منتشر شده است.

## ویرایش‌ها

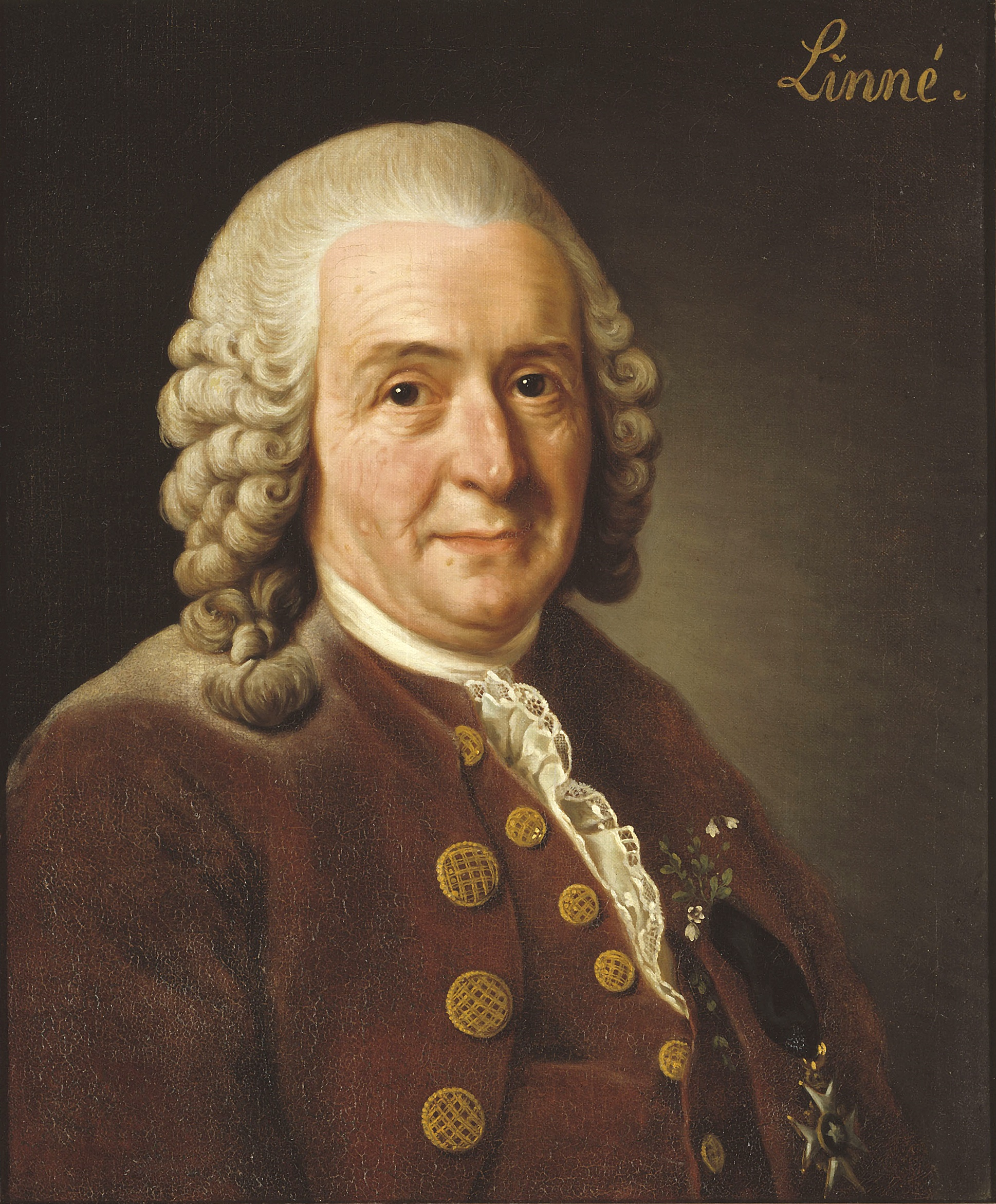
کارل لینه، نقاشی رنگ روغن اثر الکساندر روسلین در سال ۱۷۷۵.

در طول زندگی لینه، Systema Naturae تحت بازنگری مداوم بود. پیشرفت در نسخه‌های جدید و همیشه در حال گسترش گنجانده شد. به عنوان مثال، در ویرایش نخست او (۱۷۳۵)، نهنگ‌ها و گاو دریایی در ابتدا به عنوان گونه‌های ماهی طبقه‌بندی می‌شدند (همان‌طور که در آن زمان تصور می‌شد) اما در ویرایش دهم، آنها به طبقه پستانداران منتقل شدند.

## جانوران
فرمانروی جانوران (همان‌طور که توسط لینه توصیف شده است): "جانوران به وسیله یک سازمان زنده از احساس لذت می‌برند که توسط یک ماده مدولار متحرک شده است؛ ادراک توسط اعصاب و از حرکت با اعمال اراده لذت می‌برند. آن‌ها اعضایی برای اهداف مختلف زندگی دارند. اندام‌ها برای حواس مختلف آن‌ها و توانایی برای به‌کارگیری ادراک مختلف آن‌ها هستند. همهٔ آن‌ها از یک تخم منشأ می‌گیرند. ساختار بیرونی و درونی آن‌ها؛ آناتومی مقایسه‌ای، عادت‌ها، غریزه‌ها و روابط مختلف آن‌ها با یکدیگر، در نویسندگانی که به‌طور استادانه به موضوع خود می‌پردازند، به تفصیل آمده است.»
این فهرست به شش کلاس ردهٔ که لینه برای جانوران توضیح داده است، تقسیم شده است. پستانداران، پرندگان، دوزیستان، ماهیان، حشرات و کرمیان این رده‌ها در نهایت با مطالعه آناتومی داخلی ایجاد شدند، همان‌طور که در کلید او دیده می‌شود:
- قلب با دو دهلیز، دو بطن. خون‌گرم و سرخ
  - زنده زا: پستانداران
  - تخم‌زا: پرندگان
- قلب با یک دهلیز، یک بطن. خون‌سرد و سرخ
  - شش‌ها آزاد: دوزیستان
  - آبشش بیرونی: ماهیان
- قلب با یک دهلیز، بدون بطن. خون‌سرد و چرک‌مانند
  - دارای شاخک: حشرات
  - دارای بازو: کرمیان

بر اساس استانداردهای فعلی، ماهیان و کرمیان گروه‌های غیررسمی هستند، حشرات همچنین حاوی عنکبوتیان و سخت‌پوستان بودند. و یک راسته از دوزیستان شامل کوسه‌ها، لامپری‌ها و ماهیان خاویاری بود.

### پستانداران

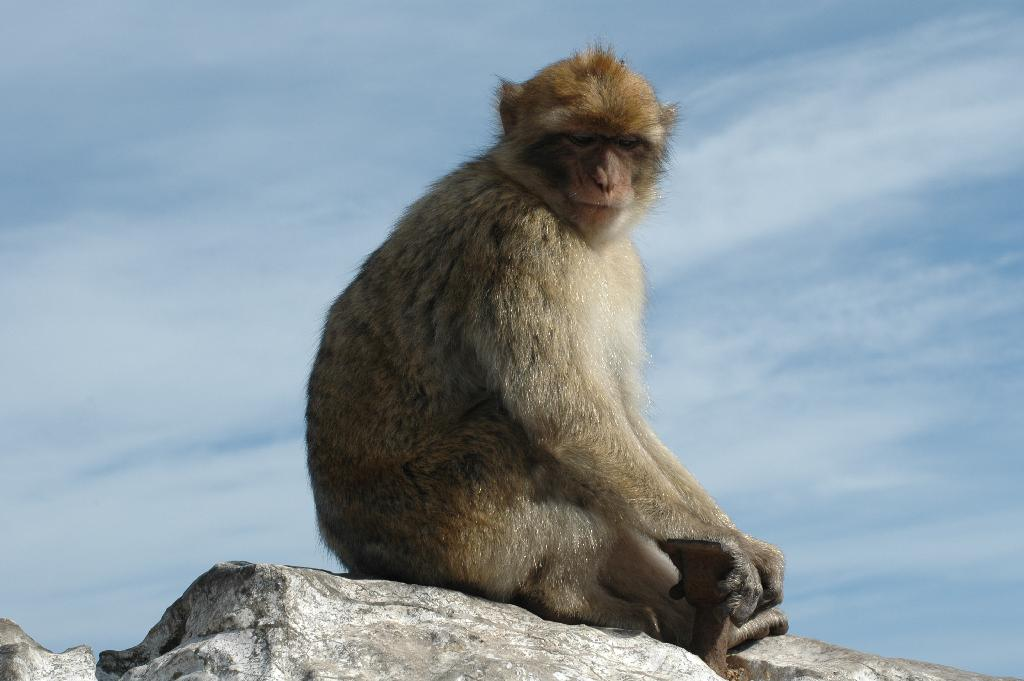
میمومن بربری در ویرایش دهم با نام Simia sylvanus گنجانده شد.

لینه پستانداران را چنین توصیف می‌کند: «جانورانی که بچه‌های خود را با استفاده از پستانک‌های شیری شیر می‌دهند. از نظر ساختار ظاهری و درونی شبیه انسان هستند: بیشتر آن‌ها چهارپا هستند و با انسان، دشمن طبیعی آن‌ها، در سطح زمین ساکن می‌شوند. بزرگ‌ترین جانوران، هر چند از نظر تعداد کمترین هستند، در اقیانوس ساکن هستند.»
لینه پستانداران را بر اساس تعداد، موقعیت و ساختار دندان‌هایشان به راسته‌ها و سرده‌های زیر تقسیم کرد:
- Primates: دربرگیرندهٔ انسان (سرده) (انسان‌ها), Simia (لمورها و میمون‌ها), Lemur (لمورها و کلوگوها) و Vespertilio (خفاش‌ها)
- Bruta: دربرگیرندهٔ Elephas (فیل‌ها), Trichechus (گاوهای دریایی), Bradypus (تنبل‌ها), Myrmecophaga (مورچه‌خوارها) و Manis (پولک‌پوست‌ها)
- Ferae: دربرگیرندهٔ Phoca (فک (جانور)), Canis (سگ‌ها و کفتارها), Felis (گربه‌ها), Viverra (خدنگ‌ها و گربه‌سیوت), Mustela (راسوها و خویشاوندان) و Ursus (خرس‌ها)
- Bestiae: دربرگیرندهٔ Sus (خوک‌ها), Dasypus (آرمادیلوها), Erinaceus (خارپشت‌ها), Talpa (موش کورها), Sorex (حشره‌خوارها) و Didelphis (صاریغ‌ها)
- Glires: دربرگیرندهٔ Rhinoceros (کرگدن‌ها), Hystrix (تشی‌ها), Lepus (خرگوش‌ها), Castor (سگ‌های آبی), Mus (موش‌ها و خویشاوندان) و Sciurus (سنجاب‌ها)
- Pecora: دربرگیرندهٔ Camelus (شترها), Moschus (آهوی ختن), Cervus (گوزن‌ها و زرافه‌ها), Capra (بزها و آهوها), Ovis (گوسفندها) و Bos (گاوها)
- Belluae: دربرگیرندهٔ Equus (اسب‌ها) و Hippopotamus (اسب‌های آبی)
- Cete: دربرگیرندهٔ Monodon (شبه‌نهنگ تک‌شاخ), Balaena (بزرگ‌باله‌ها), Physeter (نهنگ‌های عنبر) و Delphinus (دلفین‌ها و پورپویزها)

### پرندگان

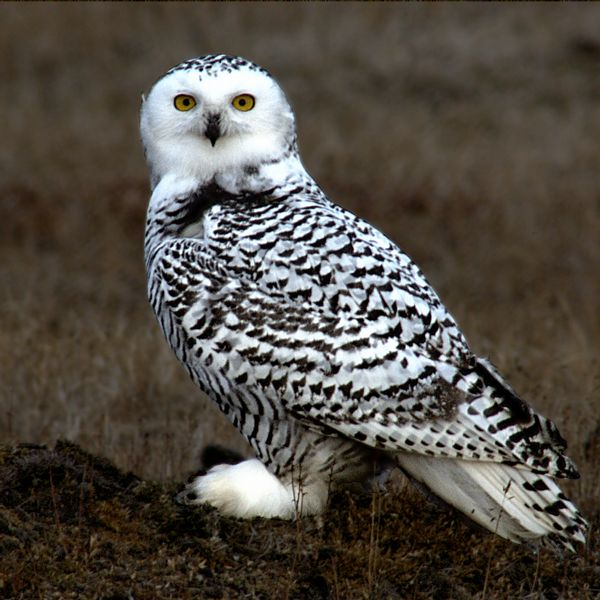
بوف برفی در نسخه دهم با نام Strix scandiaca گنجانده شد.

لینه پرندگان را چنین توصیف می‌کند: "بخش زیبا و شادی از طبیعت آفریده‌شده متشکل از جانورانی با بدنی پوشیده از پر و کرک‌پر، آرواره‌های کشیده و برهنه (منقار)، دو بال برای پرواز و دو پا هستند. آنها جانورانی ناحیه‌ای، آوایی، سریع و سبک هستند و بدون گوش بیرونی، دارای لب، دندان، کیسه بیضه، رحم، مثانه، اپی‌گلوت، جسم پینه‌ای و قوس آن و دیافراگم هستند.»
لینه پرندگان را بر اساس ویژگی‌های نوک و پاها به ۶ راسته و ۶۳ سرده تقسیم کرد:
- Accipitres: دربرگیرندهٔ Vultur (کرکس‌ها و رخ‌کرکس‌ها), Falco (شاهین‌ها، عقاب‌ها و خویشاوندان), Strix (جغدها) و Lanius (سنگ‌چشم‌های نمادین)
- Picae: دربرگیرندهٔ Psittacus (طوطی‌ها), Ramphastos (توکان‌ها), Buceros (نوک‌شاخ‌ها), Crotophaga (نوک‌بلندها), Corvus (کلاغ‌ها و غراب‌ها), Coracias (سبزقباها و پری‌شاهرخ‌ها), Gracula (میناها), Paradisea (مرغ‌های بهشت), Cuculus (کوکوها), Jynx (دارکوب‌های قهوه‌ای), Picus (دارکوب‌ها), Sitta (کمرکلی‌ها), Alcedo (ماهی‌خورک‌ها), Merops (زنبورخوارها), Upupa (هدهدها), Certhia (دارخزک‌ها) و Trochilus (مگس‌مرغ‌ها)
- Anseres: دربرگیرندهٔ Anas (اردک‌ها، غازها و قوها), Mergus (اردک ماهی‌خوار), Alca (ماهی‌گیرک‌ها و طوطی‌های دریایی), Procellaria (کبورتردریایی‌ها), Diomedea (آلباتروس‌ها و پنگوئن‌ها), Pelecanus (پلیکان‌ها و خویشاوندان), Phaethon (نوک‌سرخ‌ها), Colymbus (کشیم‌ها و غواص‌ها), Larus (کاکایی‌ها), Sterna (پرستودریایی‌ها) & Rhyncops (آب‌شکاف‌ها)
- Grallae: دربرگیرندهٔ Phoenicopterus (فلامینگوها), Platalea (کفچه‌نوک‌ها), Mycteria و Tantulus (لک‌لک‌ها), Ardea (حواصیل‌ها، درناها و خویشاوندان), Scolopax (گیلانشاه‌ها، اکراس‌ها و نزدیکان), Tringa (شناگرها و آبچلیک‌ها), Charadrius (سلیم‌ها), Recurvirostra (نوک‌خنجری‌ها), Haematopus (صدف‌خوارها), Fulica (چنگرها و خویشاوندان), Rallus (یلوه‌ها), Psophia (شیپورزن‌ها), Otis (هوبره‌ها) و Struthio (شترمرغ‌ها)
- Gallinae: دربرگیرندهٔ Pavo (طاووس‌ها), Meleagris (بوقلمون‌ها), Crax (کاکل‌فری‌ها), Phasianus (قرقاول‌ها و مرغ‌ها) و Tetrao (سیاه‌خروس‌ها و خویشاوندان)
- Passeres: دربرگیرندهٔ Columba (کبوترها و قمری‌ها), Alauda (چکاوک‌ها و پیپت‌ها), Sturnus (سارها), Turdus (توکاها), Loxia (کاردینال (پرنده), سهره‌های سرسیاه و خویشاوندان), Emberiza (زردپره‌ها), Fringilla (سهره‌ها), Motacilla (دم‌جنبانک‌ها), Parus (چرخ‌ریسک‌ها), Hirundo (پرستوها و بادخورک) و Caprimulgus (شبگردها)

### دوزیستان

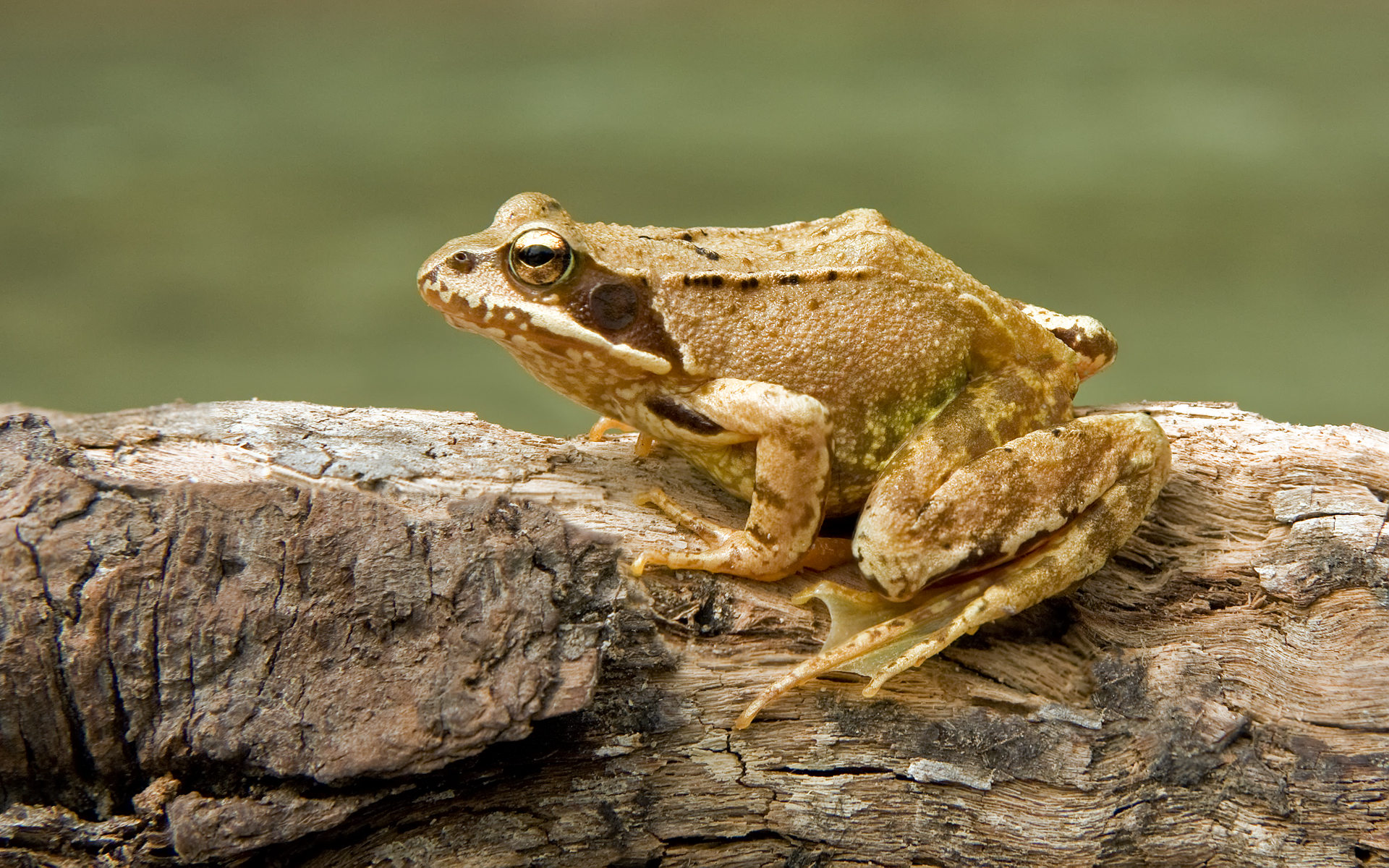
قورباغه معمولی در ویرایش دهم با نام Rana temporaria گنجانده شد.

لینه «دوزیستان» خود را (شامل خزندگان و دوزیستان) این‌گونه توصیف کرد: «جانورانی که با بدنی سرد و عموماً برهنه متمایز می‌شو‍ند؛ قیافه‌ای خشن و رسا؛ صدای خشن؛ عمدتاً رنگ تیره؛ بوی کثیف؛ تعدادی از آنها با سمی هولناک تجهیز شده‌اند. همگی استخوان‌های غضروفی دارند، گردش خون آهسته، بینایی و شنوایی عالی، عروق بزرگ ریوی، کبد لوبی، معده ضخیم کشیده و مجاری کیستیک، کبدی و پانکراسی دارند: دچار کمبود دیافراگم هستند، تعرق نمی‌کنند (عرق)، برای مدت طولانی بدون غذا، می‌توانند زندگی کنند، سخت زندگی می‌کنند، و قدرت بازتولید بخش‌هایی از بدن را دارند که از بین رفته‌اند، برخی دچار دگردیسی می‌شوند، برخی پوست خود را می‌ریزند، برخی به نظر می‌رسد که در خشکی یا در آب بی‌بندوبار زندگی می‌کنند و برخی از آنها در طول زمستان ژولیده هستند.»
لینه دوزیستان را بر اساس ساختار اندام و نحوه تنفس آنها به راسته‌ها و سرده‌های زیر تقسیم کرد:
- Reptiles: دربرگیرندهٔ Testudo (لاک‌پشت‌ها و لاک‌پشت‌های زمینی)، Draco (مارمولک‌های پرنده)، Lacerta (مارمولک‌های زمینی، سمندر و کروکودیل‌ها) و Rana (قورباغه‌ها و وزغ‌ها)
- Serpentes: دربرگیرندهٔ Crotalus ( مار زنگی)، Boa (بوآ)، Coluber (بوآها، قمچه‌مار شرقی و کبراها)، Anguis (کرم‌های آهسته و کرم مارها)، Amphisbaena (مارمولک‌های کرم) و Coecilia (برهنه‌مارها)
- Nantes: دربرگیرندهٔ Petromyzon (لامپری‌ها)، Raja (پرتوماهی‌ها)، Squalus (کوسه‌ها)، Chimaera (موش‌ماهی‌ها)، Lophius ( قلابچه‌ماهی) و Acipenser (ماهی‌های خاویاری)

### ماهیان
لینه ماهی‌ها را این‌گونه توصیف می‌کند: «همیشه در آب‌ها ساکن هستند، در حرکت سریع و در اشتهای خود حریص هستند. آنها با آبشش‌هایی تنفس می‌کنند که عموماً با یک قوس استخوانی به هم متصل شده‌اند. با باله‌های شعاعی شنا می‌کنند و بیشتر با پولک‌های غضروفی پوشیده شده‌اند. علاوه بر بخش‌هایی که با جانوران دیگر مشترک هستند، غشای نشاط‌کننده و بیشتر آنها مثانه‌ای دارند که با انقباض یا گشاد شدن آن می‌توانند از روی نیاز خود، عنصر خود را بالا ببرند یا به بیرون بفرستند.»
لینه، ماهیان را بر اساس موقعیت باله‌های شکمی و سینه‌ای به راسته‌ها و سرده‌های زیر تقسیم کرد:
- Apodes: دربرگیرندهٔ Muraena (مارماهی‌ها)، Gymnotus (چاقوماهی‌های برقی)، Trichiurus (ماهی‌های یال‌اسبی)، Anarhichas (گرگ‌ماهی‌ها)، Ammodytes (نیزه‌ماهی‌های شنی)، Stromateus (حلواماهی‌ها) و Xiphias (شمشیرماهی‌ها)
- Jugulares: دربرگیرندهٔ Callionymus (بچه‌اژدهاماهی‌ها)، Uranoscopus (اورانوس‌ماهی‌ها)، Trachinus (زهرماهی‌ها)، Gadus (ماهی‌روغن‌ها و خویشاوندان) و Ophidion (روده‌ماهی‌ها)
- Thoracici: دربرگیرندهٔ Cyclopterus (ماهی‌مکشی‌ها)، Echeneis (چسبک‌ماهی‌ها)، Coryphaena (دلفین‌ماهی‌ها)، Gobius (گوبی‌ها)، Cottus (لنگرماهی‌ها)، Scorpaena (عقرب‌ماهی‌ها)، Zeus (زرکوب‌ماهی جان)، Pleuronectes (کفشک‌ماهی‌ها)، Chaetodon (پروانه‌ماهی‌ها)، Sparus (سیم‌ها و شانک‌ماهی‌ها)، Labrus (زمردماهی‌ها)، Sciaena (سرخوماهی‌ها)، Perca (سوف‌ها)، Gasterosteus (ماهی آبنوس)، Scomber (ماهی ماهی خال‌خالی و ماهی‌های تن)، Mullus (بزماهی‌ها) و Trigla (خروسک‌ماهی‌ها)
- Abdominales: دربرگیرندهٔ Cobitis (لوچ)، Silurus (گربه‌ماهی‌ها)، ''Loricaria'' (مکنده‌دهان‌ها)، ماهی قزل‌آلا (ماهی آزاد و قزل‌آلا)، Fistularia (لب‌لوله‌ماهی)، Esox (اردک‌ماهی)، Argentina (شاه‌سیمین‌ماهی‌ها)، Atherina (شیشه‌ماهی‌ها)، Mugil ( ماهی‌های کفال ) Exocoetus (پرنده‌ماهی‌ها)، Polynemus (راشگوماهی‌ها)، Clupea (شاه‌ماهی‌ها) و Cyprinus (کپورها)
- Branchiostegi: دربرگیرندهٔ Mormyrus (پیل‌ماهی‌ها)، Balistes (فریباماهی‌ها)، Ostracion (صندوق‌ماهی‌ها)، Tetrodon (بادکنک‌ماهی‌ها)، Diodon (ماهی‌های باددار)، Centriscus (ماهی دریایی)، Syngnathus (لوله‌ماهی‌ها و اسب‌های دریایی) و Pegasus (شب‌پره‌های دریایی)

### حشرات

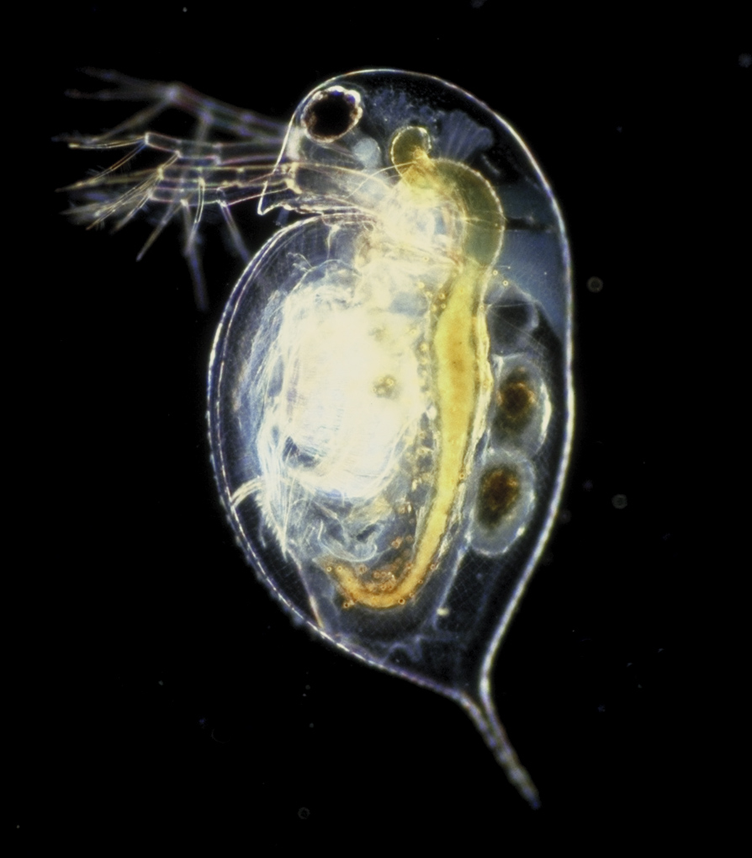
سخت‌پوستانی مانند کک آبی Monoculus pulex (در حال حاضر Daphnia pulex) در حشرات لینه گنجانده شده بود.

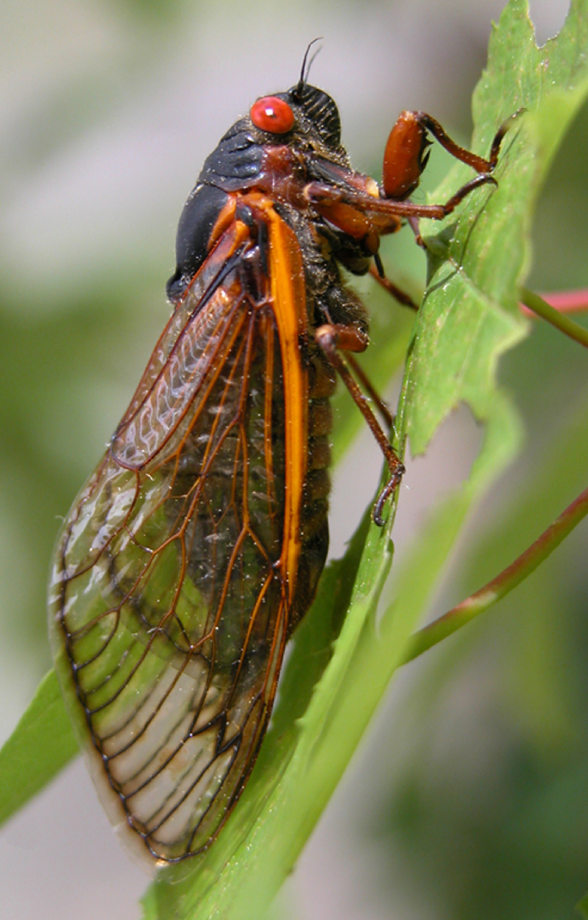
لینه نام Cicada septendecim را به حشره‌ای داد که بالغ آن هر ۱۷ سال یک بار ظاهر می‌شود.

لینه "حشره" خود را (شامل همه بندپایان، از جمله حشرات، سخت‌پوستان، عنکبوتیان و دیگران) چنین توصیف کرد: "طبقه بسیار متعدد و متنوعی متشکل از جانوران کوچک، از طریق مارپیچ‌های جانبی تنفس می‌کنند، از هر طرف مسلح به پوست استخوانی یا پوشیده شده‌اند. با مو؛ مجهز به پاهای زیاد و آنتن‌های متحرک (یا شاخ‌هایی) که از سر بیرون می‌آیند و ابزار محتمل حس هستند.»
لینه حشرات را بر اساس شکل بال‌ها به راسته‌ها و سرده‌های زیر تقسیم کرد:
- Coleoptera: دربرگیرندهٔ Scarabaeus (سرگین‌غلتان‌ها)، Dermestes (سوسک‌های چرم‌خوار)، Hister (سوسک دلقک)، Attelabus (سوسکچه‌های برگ‌پیما)، Curculio (سوسکچه‌های خرطوم‌دار)، Silpha (سوسک‌های مردار)، Coccinella (کفش‌دوزک‌ها)، Chrysomela (سوسک‌های برگ)، Meloe (سوسک‌های تاولی)، Tenebrio (سوسک‌های شب‌رو)، Mordella (سوسک‌های گل)، Staphylinus (سوسک‌های ولگرد)، Cerambyx (سوسک‌های شاخک‌دراز)، Cantharis (سوسک‌های نرم‌تن)، Elater (سوسک بهار) Cicindela (سوسک‌های زمینی)، Buprestis (گوهرسوسک‌ها)، Dytiscus (غواص‌سوسک‌ها)، Carabus (گونه‌های Carabus), Necydalis (سوسک‌های necydaline), Forficula (گوش‌خیزک‌ها)، Blatta (سوسری‌ها) و Gryllus (سایر حشره‌های ارتوپتروئیدی)
- Hemptera: دربرگیرندهٔ Cicada (زنجره‌وارها)، Notonecta (پشت‌شناگرها)، Nepa (ساس‌های سوزنی)، Cimex (ساس رختخواب)، Aphis (شته‌ها)، Chermes ( شته‌های پشمالو)، Coccus (شپشک‌ها) و Thrips (ریشک‌بال‌ها)
- Lepidoptera: دربرگیرندهٔ Papilio (پروانه‌ها)، Sphinx (بازبیدها)، Phalaena (بیدها)
- Neuroptera: دربرگیرندهٔ Libellulaا (آسیابک‌ها و سنجاقک‌ها)، Ephemera (یک‌روزه‌ها)، Phryganea (بال‌مودار)، Hemerobius (بال‌توری‌ها)، Panorpa (منقارسرها) و Raphidia (مارمگس‌ها)
- Hymenoptera: دربرگیرندهٔ Cynips (زنبورهای گال‌زا)، Tenthredo (اره‌مگس‌ها)، Ichneumon (کژدم‌زنبوروارها)، Sphex (زنبورهای حفار)، Vespa (زنبورهای سرخ)، Apis (زنبور عسل‌ها)، Formica (مورچه‌ها) و Mutilla (مورچه‌های مخملی)
- Diptera: دربرگیرندهٔ Oestrus (مگس‌پاشنه‌ها)، Tipula (مگس‌های درنا)، Musca (مگس خانگی)، Tabanus (خرمگس)، Culex (پشه‌ها)، Empis (مگس‌های خنجری)، Conops (مگس‌های سردرشت)، Asilus (مگس‌های راهزن)، Bombylius (گاومگس‌ها) و Hippobosca (مگس‌های شپشی)
- Aptera: دربرگیرندهٔ Lepisma (بید کاغذ)، Podura (دم‌فنری)، Termes (موریانه‌ها)، Pediculus (شپش‌ها)، Pulex (کک‌ها)، Acarus (هیره و کنه‌ها)، Phalangium (عنکبوت‌های دروگر)، Aranea (عنکبوت‌ها)، Scorpio (عقرب‌ها)، Cancer (خرچنگ‌ها، شاه‌میگوها و خویشاوندان)، Monoculus (کک آبی و خویشاوندان)، Oniscus (خرخاکی‌ها)، Scolopendra (صدپاها) و Julus ( هزارپاها)

### کرمیان

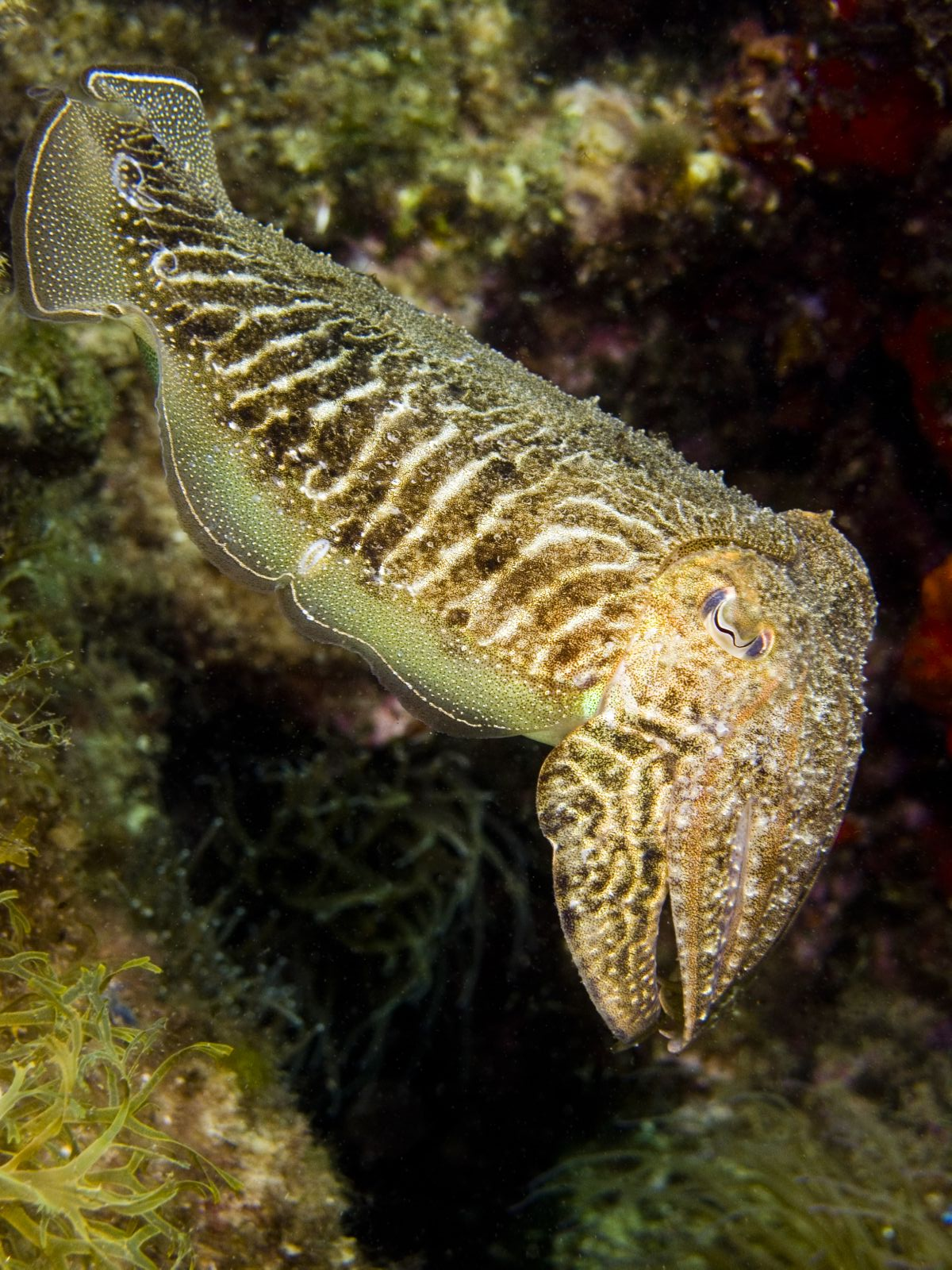
در ویرایش دهم Systema Naturae، این جانور سپیداج معمولی Sepia officinalis نام گرفت.

لینه «ورمس» خود را این‌گونه توصیف کرد: «جانورانی با حرکت آهسته، مواد نرم، قادر به افزایش حجم خود و بازگرداندن بخش‌های تخریب‌شده، بسیار سرسخت زندگی و ساکنان مکان‌های مرطوب هستند. بسیاری از آن‌ها بدون سر مشخص و بیشتر آن‌ها بدون پا هستند. آن‌ها اصولاً با شاخک‌ها (یا حسگرها) متمایز می‌شوند. باستانی‌ها آن‌ها را جانوران ناقص نمی‌نامیدند، زیرا گوش، بینی، سر، چشم و پا نداشتند و بنابراین کاملاً از حشرات متمایز هستند.»
لینه «کرمیان» را بر اساس ساختار بدن به راسته‌ها و سرده‌های زیر تقسیم کرد:
- Intestina: دربرگیرندهٔ Gordius (کرم‌های یال‌اسبی)، Furia , Lumbricus (کرم‌های خاکی)، Ascaris (کرم‌های گرد غول‌پیکر روده)، Fasciola (بالک‌های کبدی)، Hirudo (زالوها)، Myxine (بی‌فک‌ماهی‌ها)، Teredo (کرم‌های کشتی)
- Mollusca: دربرگیرندهٔ Limax (راب‌های زمینی)، Doris (برهنه‌شش دورید)، Tethys (راب‌های دریایی تتیدید)، Nereis (کرمهای چندتار)، Aphrodita (موش‌های دریایی)، Lernaea (نرینه‌تبارها)، Priapus (کرمهای پریاپود و کرم‌ها دریایی)، Scyllaea (راب‌های دریایی Scyllaeid), Holothuria (سالپ‌ها و ناوچه پرتغالی)، Triton (صدف‌های تریتون)، Sepia (هشت‌پاها، ماهی‌های مرکب و سپیداج‌ها)، Medusa (عروس‌های دریایی)، Asterias (ستاره‌های دریایی)، Echinus (توتیاهای دریایی)
- Testacea: دربرگیرندهٔ Chiton (گهواره‌های دریایی)، Lepas (کشتی‌چسب‌ها)، Pholas (پیددوکس و بال‌فرشته )، Myes (صدف‌های نرم‌پوسته)، Solen (غلافی‌های دوکفه‌ای)، Tellina (صدف‌های تلینید )، Cardium (کاکل‌ها)، Donax (صدف‌های گوه‌ای)، Venus (صدف‌های زهره)، Spondylus (صدف‌های چروک خاردار)، Chama (صدف‌های جعبه گوهر)، Arca (صدف عرشه‌دار)، Ostrea (چروک‌صدف‌ها)،Anomia (صدف‌های زینی)، Mytilus (سیاه‌صدف‌ها)، Pinnaا (صدف‌های قلمی)، Argonauta (ناتیلوس‌های کاغذی)، Nautilus (ملوانک‌ها)، Conus (قیفک‌ها)، Cypraea (سپیدمهره‌ها)، Bulla (صدف‌های حبابی)،Voluta (طوماری‌ها)، Buccinum (حلزون‌های نفیر)، Strombus (صدف‌های حلزونی راستین)، Murex (حلزون‌های خاردار)، Trochus (حلزون‌های نوک‌دار)، Turbo (حلزون‌های دستارپوش)، Helix (حلزون‌های خشکی)، Neritha (حلزون قایقی)، Haliotis (ابلونی‌ها)، Patella (کشکک‌دارها و بازوپایان)، Dentalium (ناوپاها)، Serpula (بادبزن‌کرم‌ها)
- Lithophyta: دربرگیرندهٔ Tubipora (مرجان‌های لوله‌ارگی)، Millepora (مرجان‌های گزنده)، Madrepora (مرجان‌های سنگی)
- Zoophyta: دربرگیرندهٔ Isis (مرجان‌های نرم)، Gorgonia (فن‌دارهای دریایی)، Alcyonium (آب‌دزدک دریایی)، Tubularia (توبولاریا)، Eschara (خزه‌زیان)، Corallina (جلبک مرجانی)، Sertularia (خزه‌زیان)، Hydra (هیدر)، Pennatula (قلم‌های دریایی)، Taenia کرم‌های نواری)، Volvox (جلبک‌های غلتان)

## گیاهان
جلد دوم که در سال ۱۷۵۹ منتشر شد، فرمانروی Plantae را شرح داد که در آن لینه گیاهان واقعی و همچنین قارچ‌ها، جلبک‌ها و گلسنگ‌ها را دربر می‌گرفت. لینه علاوه بر تکرار گونه‌هایی که قبلاً در گونه‌های گیاهان (۱۷۵۳) خود فهرست کرده بود، و آن‌هایی که در دوره‌های میانی منتشر شد، چند صد گونه گیاهی جدید را توصیف کرد. گونه های گونه Plantarum به ترتیب شماره‌گذاری شدند، در حالی که گونه‌های جدید با حروف برچسب‌گذاری شدند. بسیاری از گزارش‌ها توسط خبرنگاران او در خارج از کشور از جمله یوهانس برمن و دیوید دو گورتر در آفریقای جنوبی، پاتریک براون، فیلیپ میلر و جان الیس در آمریکا، ژان فرانسوا سگویر، کارلو آلیونی و کازیمیر کریستوف اشمیدل در آلپ، گورتر و یوهان به لینه فرستاده شدند. ارنست هبنستریت در مشرق زمین، و فرانسوا بوسیه دو سوواژ د لاکروآ، جرارد و بارنادت گابریل در سراسر اروپا بودند.
گونه‌های گیاهی جدیدی که در ویرایش دهم Systema Naturae شرح داده شده است عبارتند از:

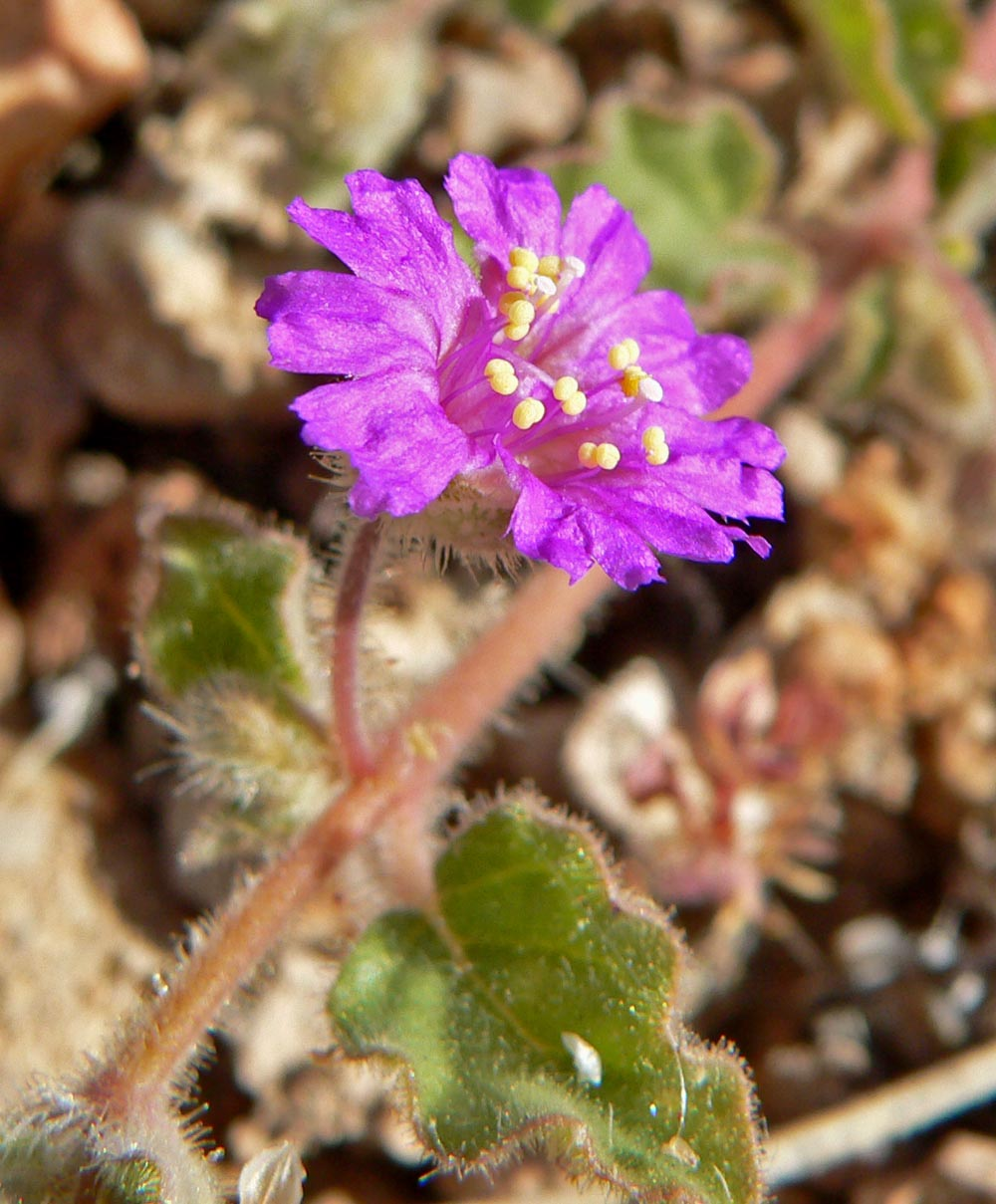
Allionia incarnata یکی از دو گونه جدید در سردهٔ جدید Allionia بود که در ویرایش دهم Systema Naturae معرفی شد.

- Adiantum aethiopicum
- Allionia incarnata
- Alyssum alyssoides
- Amaranthus albus
- Amaranthus cruentus
- Amaranthus gangeticus
- Amyris elemifera
- Anacamptis papilionacea
- Anacamptis sancta
- Apocynum androsaemifolium
- Arbutus andrachne
- Batis maritima
- Brassia caudata
- Bucida buceras
- Calycanthus floridus
- Campanula barbata
- کارکس کاپیتاتا
- کارکس دیستنس
- همه‌گل
- گل پریوش
- Cecropia peltata
- سدر اسپانیایی
- Chromolaena odorata
- برگ اطلسی
- Cissus sicyoides
- Coccoloba pubescens
- انگور دریایی
- Cochlearia anglica
- Coilostylis ciliaris
- نخل خوش‌بختی
- Croton glandulosus
- Cunila mariana
- Cunonia capensis
- Desmostachya bipinnata
- Dorstenia drakena
- Echinochloa colona
- Equisetum giganteum
- Excoecaria agallocha
- جنیپاپو
- Geranium pusillum
- خوک طلایی
- Grias cauliflora
- Halesia carolina
- آفتاب‌پرست باغچه
- آفتاب‌پرست باغچه
- Hibiscus cannabinus
- Holcus mollis
- بادیان ژاپنی
- Inula spiraeifolia
- Ipomoea hederifolia
- گردوی سفید
- Krameria ixine
- کاهوی کانادایی
- درختچه توری
- Lamium orvala
- Lecythis ollaria
- Magnolia acuminata
- مگنولیای سفید
- Magnolia tripetala
- باقلا مخملی
- Oenothera perennis
- Paeonia tenuifolia
- سگ‌واش آبزی
- Passiflora quadrangularis
- Pectis ciliaris
- Pectis linifolia
- Pedalium murex
- Persicaria perfoliata
- Phytolacca icosandra
- چمن باتلاقی
- نردبان یعقوب خزنده
- پردانه
- Portlandia grandiflora
- Ranunculus parviflorus
- Reseda odorata
- ریواس چینی
- رز خارآلود
- Sagittaria lancifolia
- Salix retusa
- Saxifraga cuneifolia
- Scabiosa prolifera
- خرفه ساحلی
- Silphium perfoliatum
- Talinum fruticosum
- Triplaris americana
- Tripsacum dactyloides
- Turbina corymbosa
- Ursinia anthemoides
- Veronica austriaca
- Zinnia peruviana